# Knjižnica Hrvatske akademije znanosti i umjetnosti
Knjižnica Hrvatske akademije znanosti i umjetnosti knjižnica je u sastavu HAZU.

## Povijest
Jedna od najvećih i najbogatijih hrvatskih znanstvenih knjižnica osnovana je 1861. godine. Godine 1867. Akademija kupuje privatnu biblioteku Ivana Kukuljevića Sakcinskoga od dvanaest tisuća svezaka. Mnogi znameniti ljudi darivali su, oporučno ostavljali ili prodavali svoje knjige knjižnici HAZU.

## Ustroj
Knjižnica je namijenjena istraživačima u području humanističkih i društvenih znanosti. Knjižnični fond sastoji se oko 300 000 svezaka knjiga i bogate zbirke stranih i domaćih serijskih publikacija. Na posebnom odjelu čuvaju se stare i rijetke knjige, među kojima i prva izdanja značajnih djela hrvatske književnosti.

### Zbirke
U knjižnici postoji više zbirki: zbirka starih i rijetkih knjiga, obiteljska biblioteka Gotthardi-Škiljan, spomenička zbirka Mirka Dražena Grmeka, spomenička zbirka Nade Klaić, zbirka gradišćanskohrvatske književne baštine te digitalna zbirka i katalog.

## Vanjske poveznice
Mrežna mjesta
- Knjižnica HAZU, službeno mrežno mjesto
- Digitalna zbirka i katalog HAZU